# Oberau

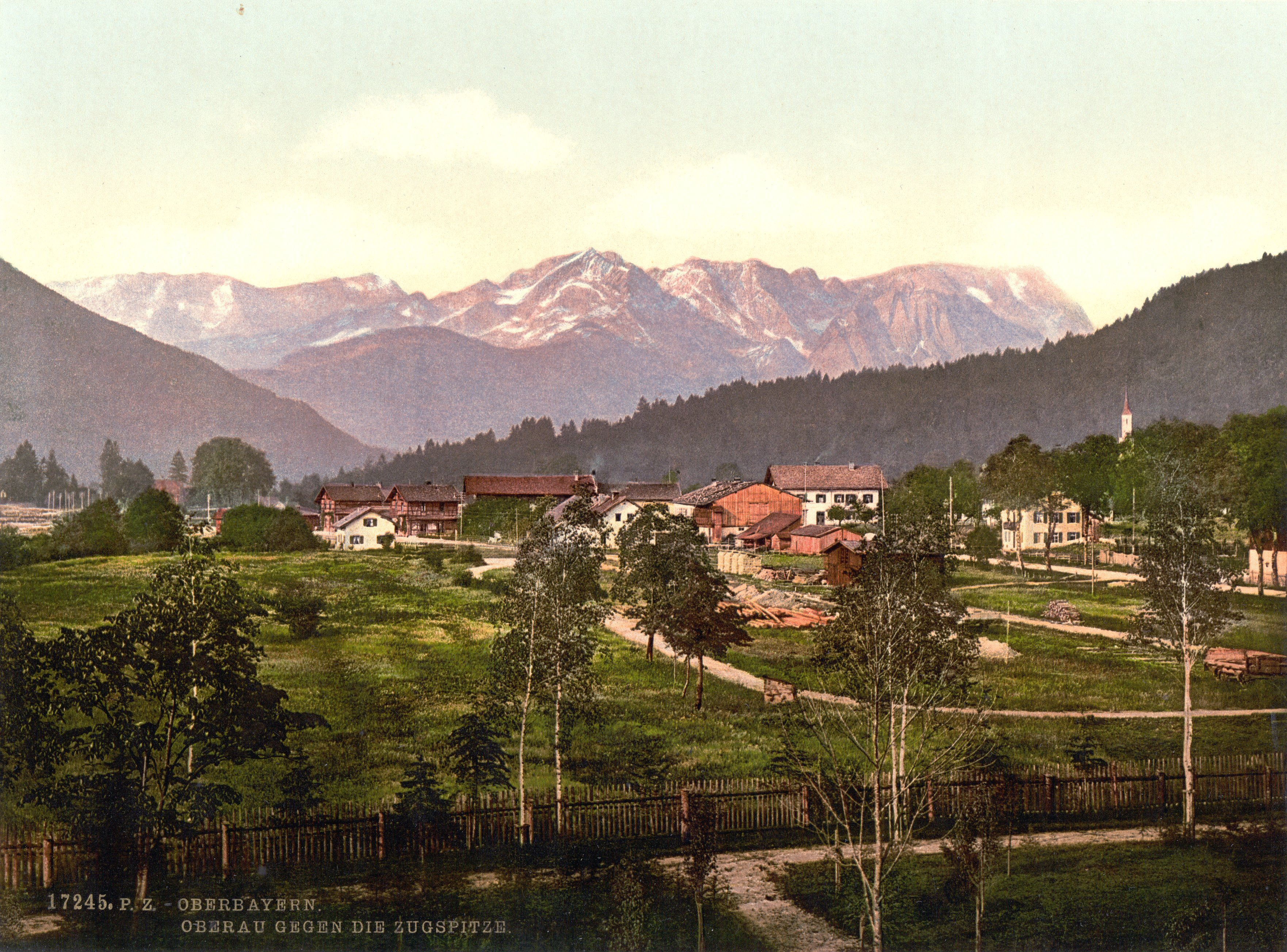
Oberau en 1900.

Oberau est une commune d'Allemagne située en Bavière, près de la frontière autrichienne, aux alentours de Garmisch-Partenkirchen.

## Démographie
La population d'Oberau est en augmentation.
| 1970  | 1987  | 2000  | 2005  | 2006  |
| ----- | ----- | ----- | ----- | ----- |
| 2 426 | 2 599 | 2 839 | 3 108 | 3 097 |

## Politique
Les élections municipales du 2 mars 2008 ont mis en place une nouvelle répartition des sièges au conseil municipal.
| Union chrétienne-sociale en Bavière (CSU) | 55,8 % | 9 sièges |
| Wählergruppe (FWG)                        | 29,6 % | 5 sièges |
| Parti social-démocrate d'Allemagne (SPD)  | 14,6 % | 2 sièges |